# Vangueria quarrei
Vangueria quarrei är en måreväxtart som först beskrevs av Robyns, och fick sitt nu gällande namn av Henrik Lantz. Vangueria quarrei ingår i släktet Vangueria och familjen måreväxter. Inga underarter finns listade i Catalogue of Life.